# Plaudren
Plaudren is een gemeente in het Franse departement Morbihan (regio Bretagne). De plaats maakt deel uit van het arrondissement Vannes. De gemeente telde 1.970 inwoners op 1 januari 2022.

## Geografie
De oppervlakte van Plaudren bedroeg op 1 januari 2022 41,07 vierkante kilometer; de bevolkingsdichtheid was toen 48 inwoners per km².

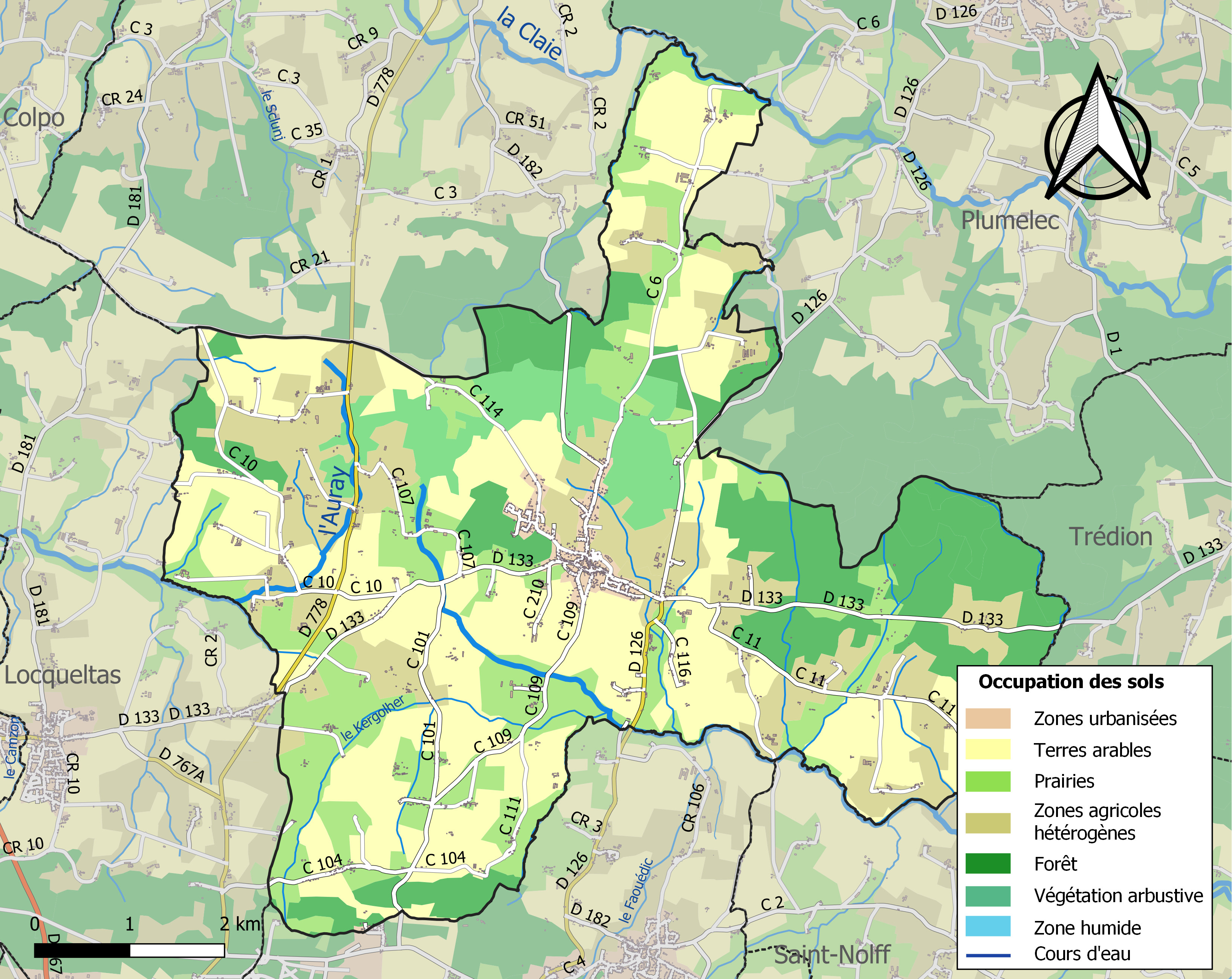
Kaart van de gemeente met de belangrijkste infrastructuur, bodemgebruik en omliggende gemeenten

## Demografie
Onderstaande figuur toont het verloop van het inwonertal (bron: INSEE-tellingen).